# Ziegelei Pöll

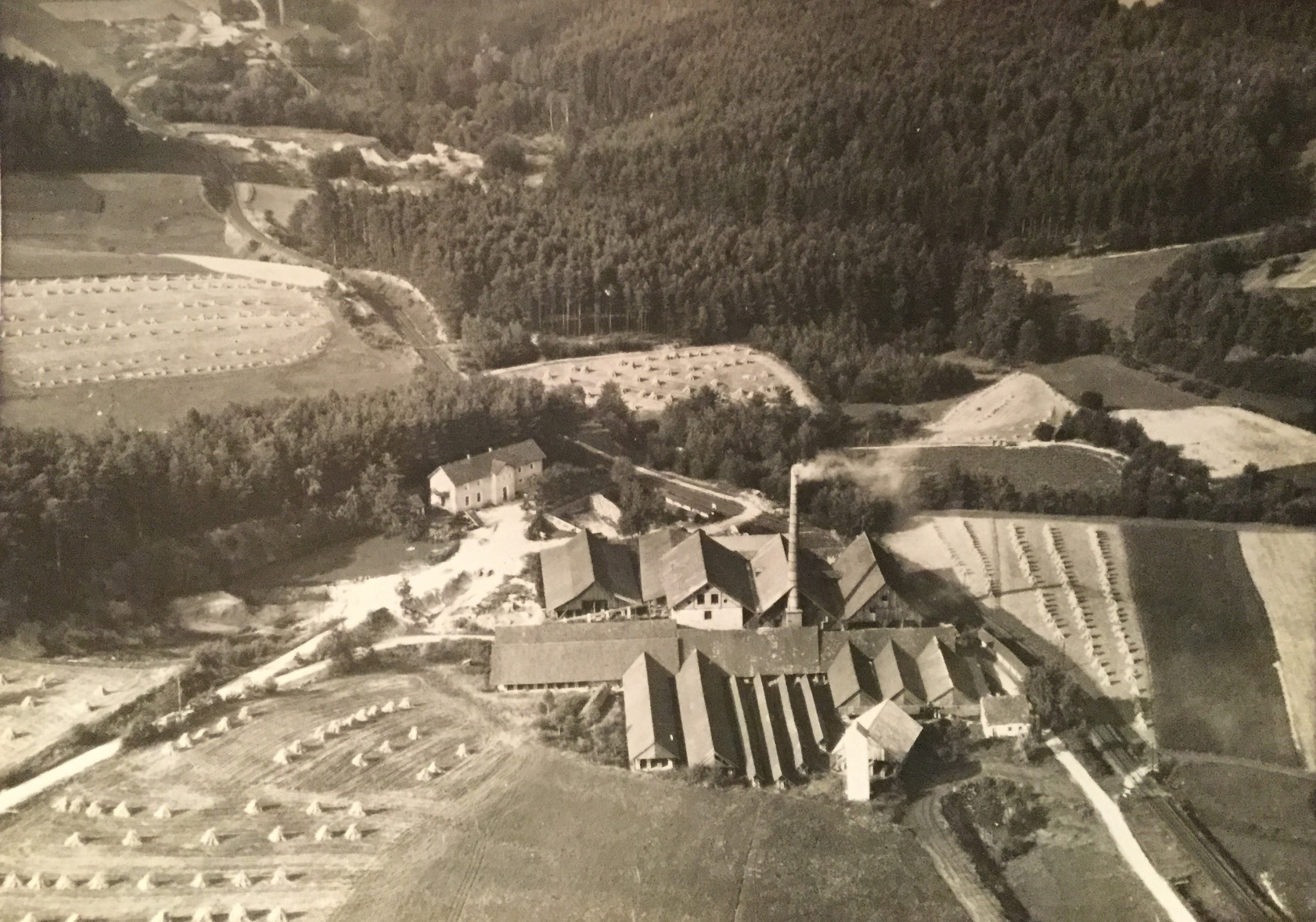
Ziegelei Pöll 1955

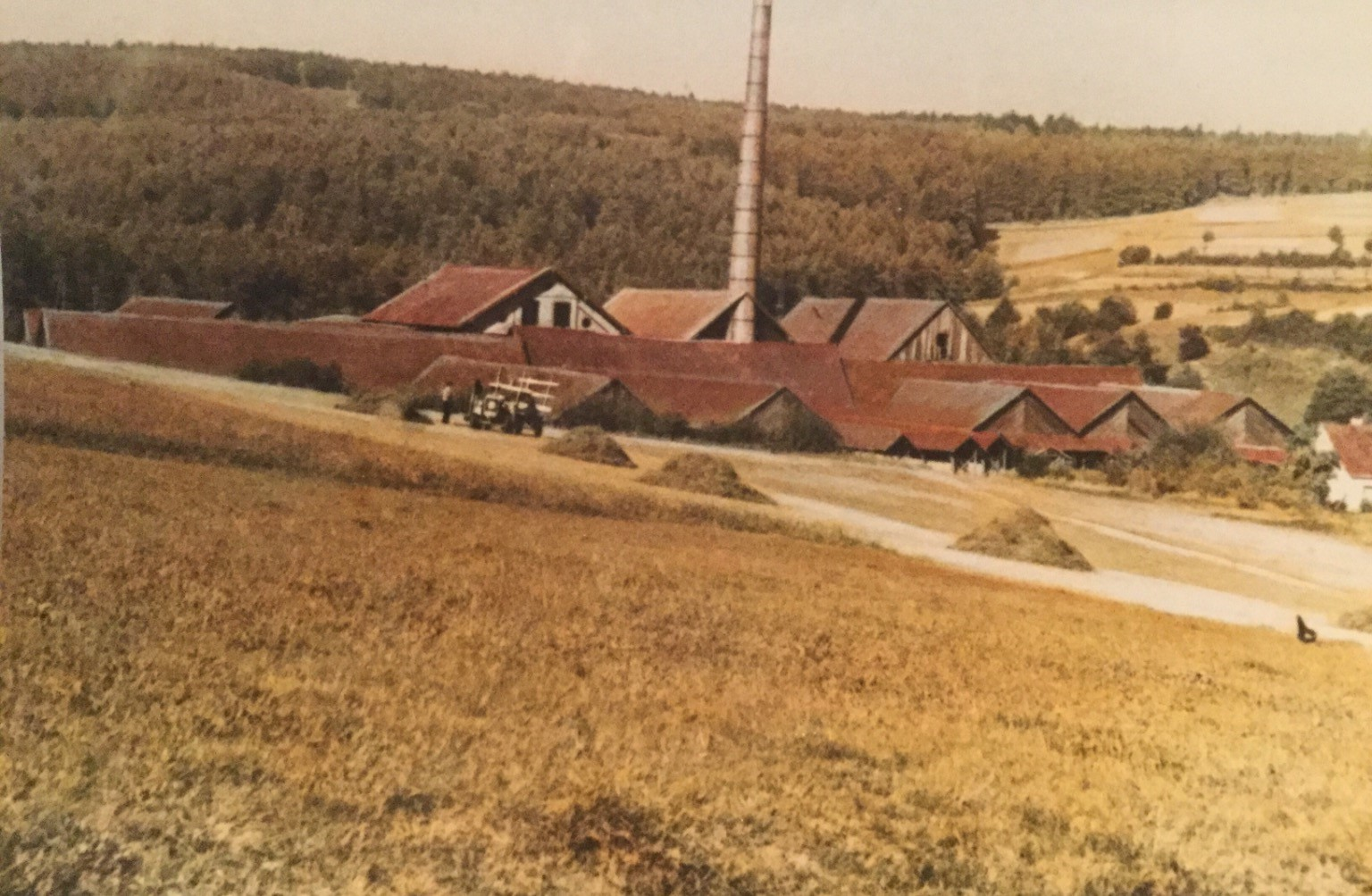
Ziegelhütte 1955

Die Ziegelei Pöll war ein Ziegelwerk im Ortsteil Erzhäuser der bayrischen Gemeinde Bodenwöhr. Heute sind nur noch Reste vorhanden, die sich in Privatbesitz befinden.

## Lage
Die ehemalige Ziegelei Pöll liegt nordöstlich von Erzhäuser im Naturpark Oberer Bayerischer Wald – unmittelbar am Pfahl, in der Luftlinie 36 km von Regensburg und 25 km von Cham entfernt im Regierungsbezirk Oberpfalz.

## Geschichte

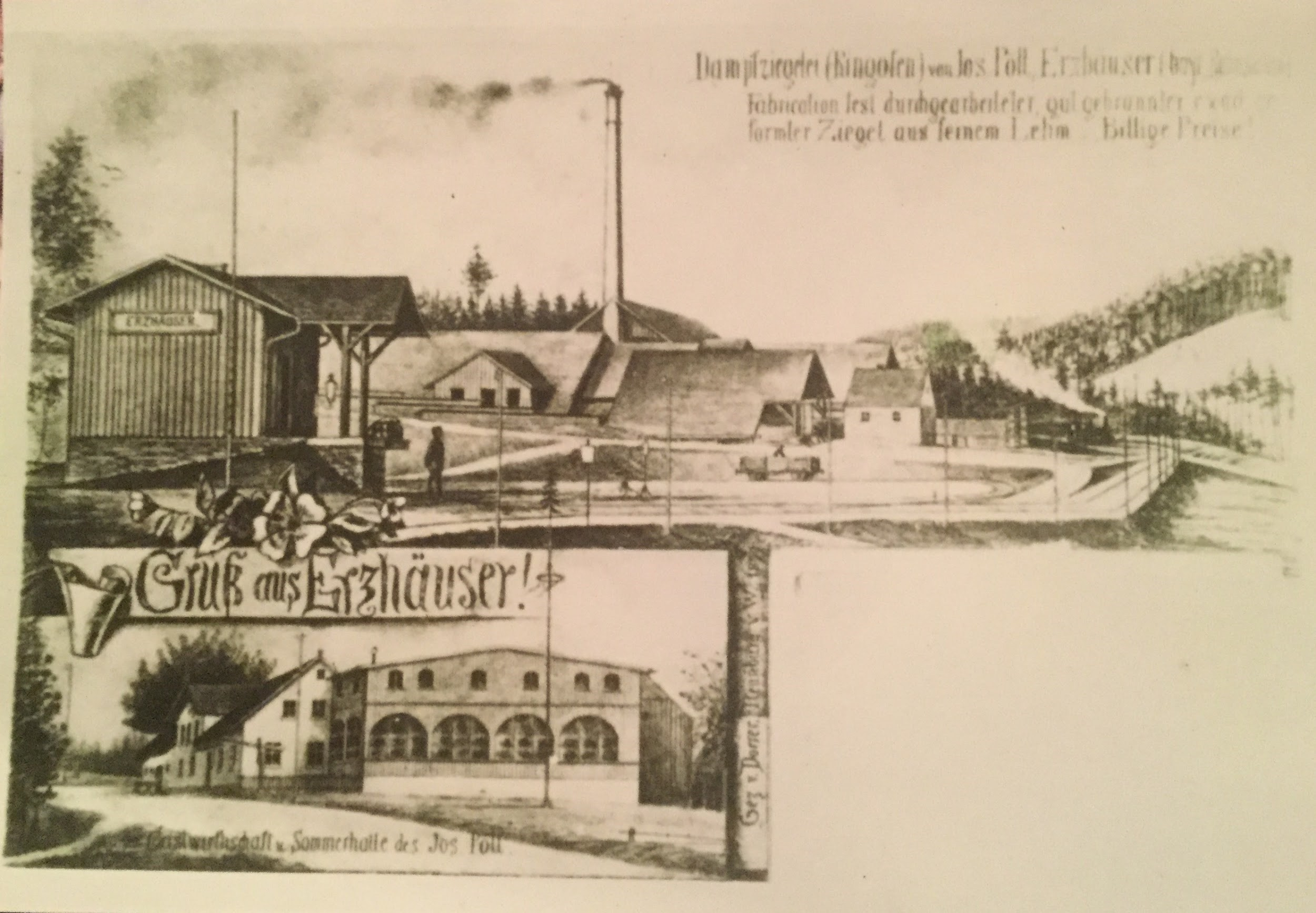
Postkarte von 1899

Im Jahr 1874 wurde vom Land- und Gastwirt Josef Pöll (1848–1935) nordöstlich von Erzhäuser eine Ziegelei errichtet.  Die Vorfahren der Familie Pöll kamen um das Jahr 1700 aus dem Ort Achental nördlich vom Achensee nach Erzhäuser.
In den Anfangsjahren wurde der mit der Hand gestochene Lehm mit Rollwagen durch einen Seilzug ins Werk transportiert. Der erste Ziegelofen hatte noch keinen Kamin, der Rauch zog über eine Öffnung im Dachfirst ab. Als Brennstoff diente Holz, das aus den heimischen Wäldern stammte.
Das Forstamt Cham, das damals zu einer Stellungnahme herangezogen wurde, befürwortete den Bau, da man davon ausging, dass sich der enorme Bedarf an Brennmaterial günstig auf den Holzpreis auswirken würde.
Josef Pöll betrieb ab 1900 den Steinbruch am Kolm, den später Max Josef Taucher übernahm.

### Bahnanschluss
Ab 1898 wurde böhmische und schlesische Staubkohle verheizt – z. T. auch aus Wackersdorf, die über die Bahnstrecke Bodenwöhr–Rötz, erbaut 1896 – angeliefert wurde. Die Ziegelei hatte einen eigenen Bahnanschluss. Während man zuvor Fuhrwerke zum Abtransport der fertigen Ziegel einsetzte, nutzte man nach Fertigstellung der Lokalbahn nunmehr überwiegend die Bahn zum Antransport der Kohle und zur Abfuhr der Ziegel.
Josef Pöll übergab das Werk 1931 an seinen gleichnamigen Neffen und dessen Frau Barbara. Er hatte den Bahnbau nachdrücklich unterstützt und sein Nachfolger Joseph Pöll (1874–1931) wurde auch 1896 erster „Bahnagent“ an der Haltestelle in Erzhäuser. Von dieser Tätigkeit stammt der spätere Hausname „Haltsteller“.

### Facharbeiter aus Italien
Den Eintragungen im Kesselbuch ist zu entnehmen, dass noch bis in die 1920er Jahre neben der einheimischen Bevölkerung auch viele fachkundige Arbeiter aus Italien, die zumeist aus dem Friaul stammten, beschäftigt waren. Die Gegend um Udine war bekannt für seine fachkundigen Ziegler. Sie kamen im Frühjahr und fuhren im Spätherbst nach Einstellung der Arbeiten wieder nach Hause. Einige wurden in der Gegend aber auch sesshaft. Eine Rechnung der Firma G. Barnbichler, Kolonialwaren und Delikatessen, München, aus dem Jahr 1912 zeigt, dass Josef Pöll für seine italienischen Arbeiter für 360,55 Mark Polenta gekauft hatte. Zum Vergleich: um 1900 kostete ein Liter Bier 24 Pfennige. Auch baute er für seine italienischen Arbeiter ein Wohnhaus an der Stelle, wo sich das jetzige Wohnhaus der Familie Pöll befindet. Josef Pöll war nicht nur erfolgreicher Unternehmer, sondern auch ein sozial eingestellter Arbeitgeber. Nicht zu unterschätzen war auch die Unterstützung des Firmengründers durch seine Frau Maria und seine Schwestern Anna und Katharina, die ihm in der Landwirtschaft und im Gasthof zur Seite standen.

### Großauftrag für den Bau des Redemptoristenklosters in Cham
Im 19. Jahrhundert wurden die Ziegel noch mit der Hand geschlagen, produziert wurde das so genannte „böhmische Format“, bei dem die Ziegel etwas größer waren als die heutigen Normalziegel. Bald wurde die Anlage zu klein und man baute 1898 einen modernen  Ringofen, der mit Staubkohle befeuert wurde. Zu dieser Zeit kam mit der Lieferung von Ziegeln für den Bau des Redemptoristenklosters und der Klosterkirche „Maria Hilf“ in Cham auch ein Großauftrag. Zum Bau war eine gewaltige Menge an Ziegelsteinen erforderlich. Ein Teil der benötigten Ziegel wurde auch aus Blisowa in Böhmen geliefert. Beim Bau des Klosters selbst waren 271 Leute beschäftigt. Im Ziegelwerk waren damals und auch später zeitweise bis zu 30 Arbeiter beschäftigt.
Im Jahr 1901 wurde eine Dampfkesselanlage eingebaut und die dazu erforderlichen Gebäude erstellt. Die Ziegelsteine und Dachziegel wurden jetzt nicht mehr von „Hand geschlagen“, sondern maschinell produziert. Man nannte sich jetzt „Dampfziegelei Josef Pöll“.

### Arbeitsordnung
Am 22. August 1908 erließ Josef Pöll für seine rund 30 Arbeiter eine „Arbeitsordnung“, die unter anderem Folgendes bestimmte:
Die regelmäßige tägliche Arbeitszeit beginnt für erwachsene Arbeiter früh 6 Uhr und endet abends 7 Uhr, für weibliche Arbeiter dauert sie an Vorabenden der Sonn- und Festtage bis 5 ½ Uhr. Ruhepausen sind vormittags von ½ 8 – 8 Uhr und nachmittags von 3 ½ - 4 Uhr, also eine halbe Stunde und mittags eine Stunde von 12 – 1 Uhr. Die Brenner arbeiteten in 2 Schichten jeweils 12 Stunden. Die Arbeitszeit, so stand es ausdrücklich in der Arbeitsordnung, ist das ganze Jahr über gleich.

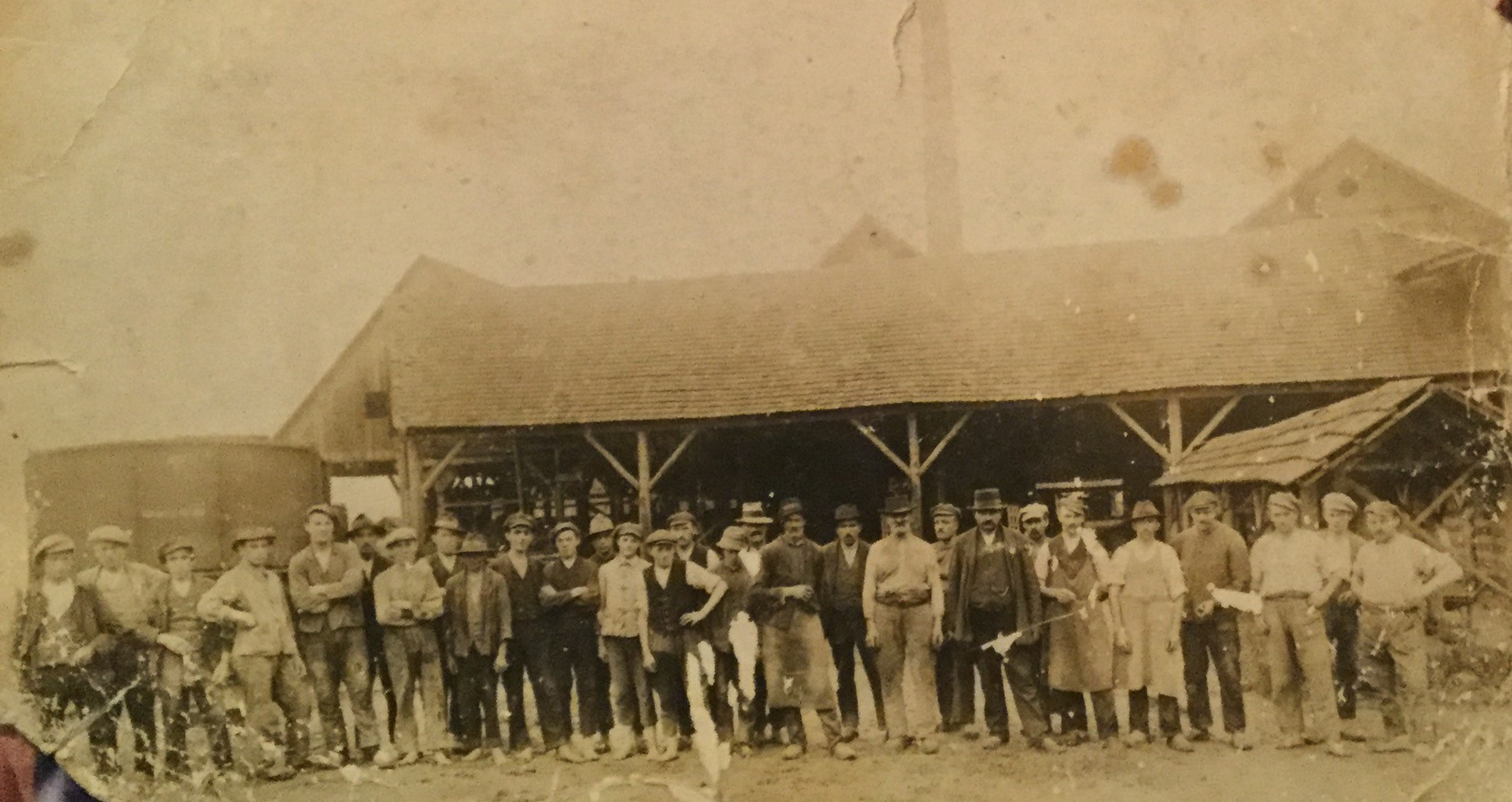
Belegschaft ca. 1930

Gearbeitet wurde vom Frühjahr bis zum Spätherbst.
Am 9. April 1940 kam ein Einschreibebrief vom Regierungspräsident Bezirkswirtschaftsamt für den Wehrwirtschaftsbezirk XIII an die Witwe Frau Barba Pöll. Darin war zu lesen:
„Auf Weisung des Herrn Ministerpräsidenten Generalfeldmarschall Göring, Beauftragter für den Vierjahresplan und Vorsitzenden des Ministerrates für die Reichsverteidigung, müssen weitere Arbeitskräfte für die Wehrmachtfertigung durch sofortige Stillegung von Betrieben, deren Aufrechterhaltung für die Kriegsführung nicht unbedingt erforderlich ist, freigemacht werden.“ …… „Der Betrieb ist bis 15. Mai 1940 stillzulegen.“

### Nachkriegszeit
Nach dem Kriege, Josef Pöll hatte sein Werk längst in die Hände seiner Nachkommen übergeben, wurde fortwährend modernisiert. In den 1950er Jahren wurde eine Feldbahn (Diesel-Bockerl) angeschafft. Damit wurde der Ton auf Rollwagen (Loren) die von Hand, später mit einem Bagger, in der Lehmgrube beladen wurden, bis zur Drehscheibe befördert. Von dort aus zog man die Loren dann per Seilzug zum Ziegelwerk hoch. Bei Bahn-km 4,541 befand sich an der Bahnstrecke ein Rollwagen-Durchlass durch den Pfahlfels.
Die Befeuerung wurde ab dem Jahre 1961 von Kohle auf Heizöl umgestellt. Die Trocknung der noch feuchten Ziegel war sehr wetterabhängig. Deshalb baute man große überdachte Flächen zur Trocknung der feuchten Ziegel. Im gleichen Jahr wurde eine Trocknungsanlage gebaut, die mit leichtem Heizöl befeuert wurde. Auch die Befeuerung des Ringofens erfolgte ab diesem Zeitpunkt nicht mehr mit Kohle, sondern mit Öl.
Von Josef Pöll ging das Werk auf Michael (1909–1955) und später auf dessen Sohn Johann (1932–2004) über.

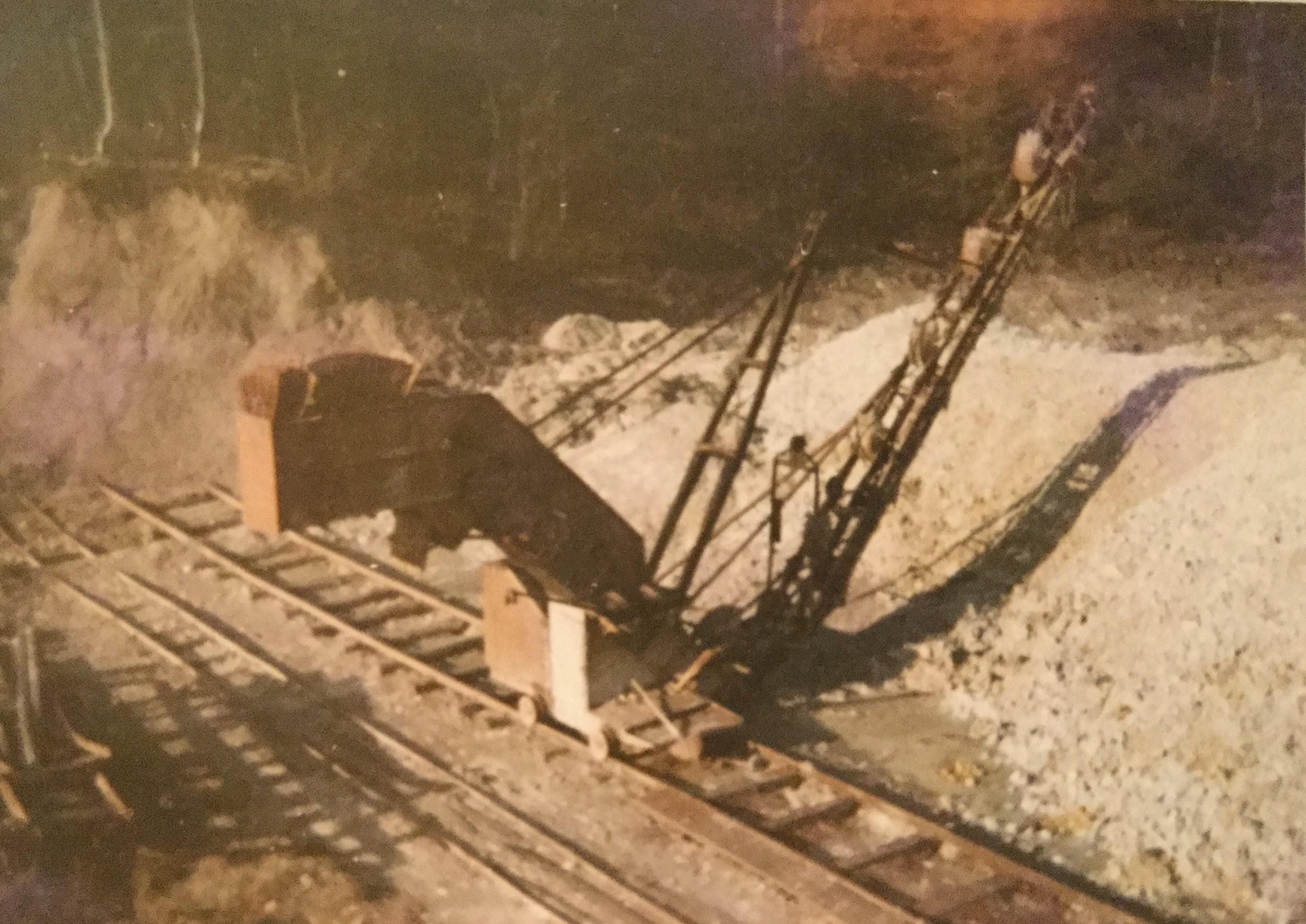
Bagger 1960. Links steht die Erzhäuser Arkose an.

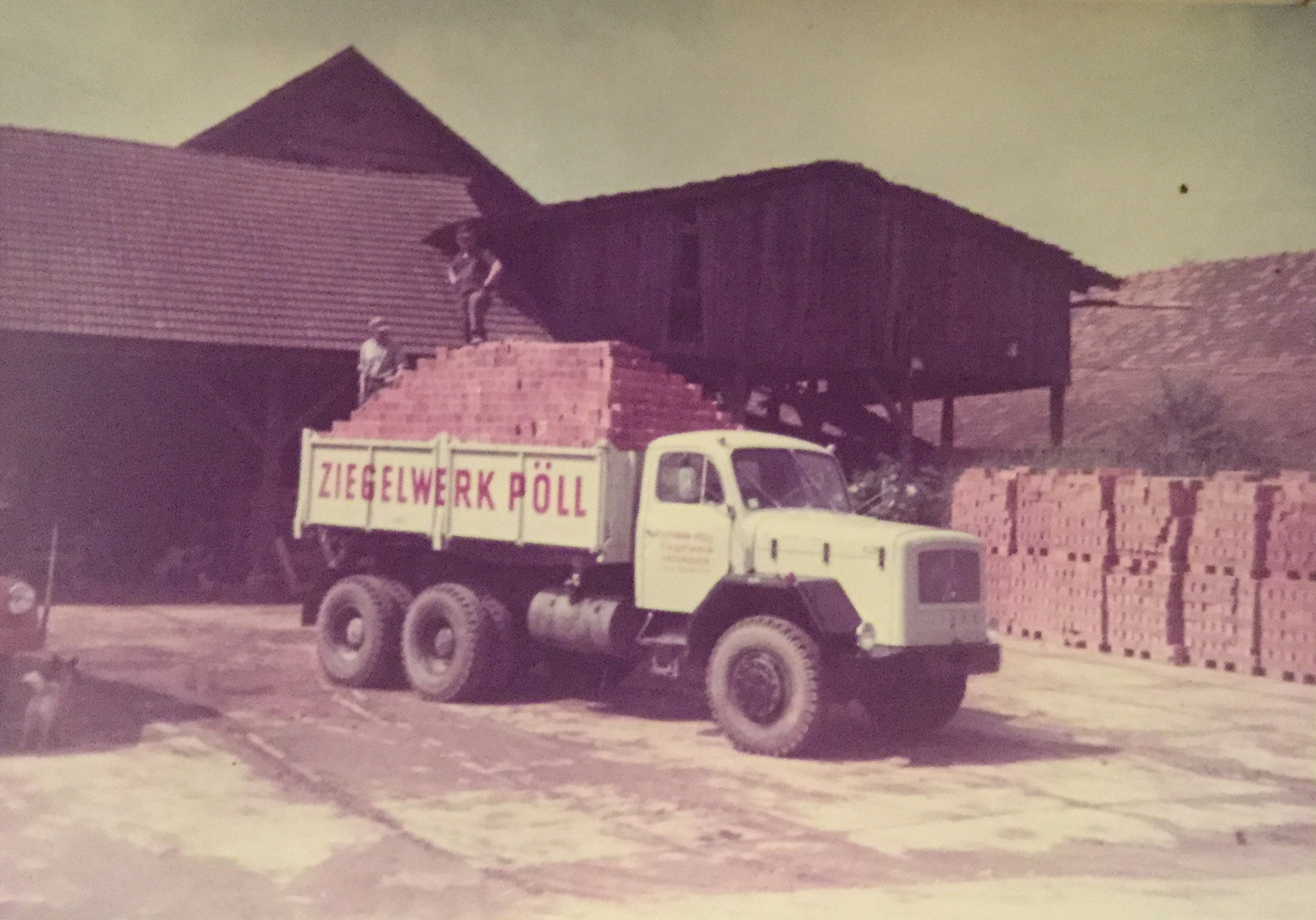
Dreiachser 1970

### Ölkrise und Folgen
Bedingt durch die Ölkrise im Jahre 1973 und die damit verbundenen hohen Betriebskosten konnte nicht mehr wirtschaftlich produziert werden. Hinzu kam eine Flaute in der Bauwirtschaft und die Erschöpfung der Lehmvorkommen in Erzhäuser – das Material (Opalinuston) musste von Warmersdorf und Schwandorf angefahren werden. So musste das Werk im Jahre 1974 nach hundertjährigem Betrieb stillgelegt werden. Viele Ziegeleien schlossen in diesen Jahren.